# Geoff Lees (cầu thủ bóng đá)
Geoffrey Lees (1 tháng 10 năm 1933 - 6 tháng 6 năm 2019) là một cầu thủ bóng đá người Anh thi đấu ở vị trí tiền vệ.

## Sự nghiệp
Sinh ra ở Rotherham, Lees thi đấu cho Barnsley và Bradford City. Trong thời gian với Bradford City ông có 3 lần ra sân ở Football League.
Sau khi giải nghệ, Lees trở thành huấn luyện viên đội trẻ tại Barnsley. Ông mất ngày 5 tháng 6 năm 2019.
Cha ông Joe Lees cũng là một cầu thủ bóng đá; từng thi đấu cho Barnsley.